# Hvozdec (Poříčí nad Sázavou)
Hvozdec (dříve též Hvozdce) je vesnice, část obce Poříčí nad Sázavou v okrese Benešov. Nachází se 2,5 km na severozápad od Poříčí nad Sázavou. Kromě vlastní malé vesnice jej tvoří především chatové osady u Sázavy – Vrabčí Brod a Drábovka. V roce 2009 zde bylo evidováno 248 adres. Hvozdec leží v katastrálním území Poříčí nad Sázavou o výměře 9,27 km².

## Historie
První písemná zmínka o vesnici pochází z roku 1390.
Za druhé světové války se ves stala součástí vojenského cvičiště Zbraní SS Benešov a její obyvatelé se museli 1. dubna 1943 vystěhovat.

## Další fotografie

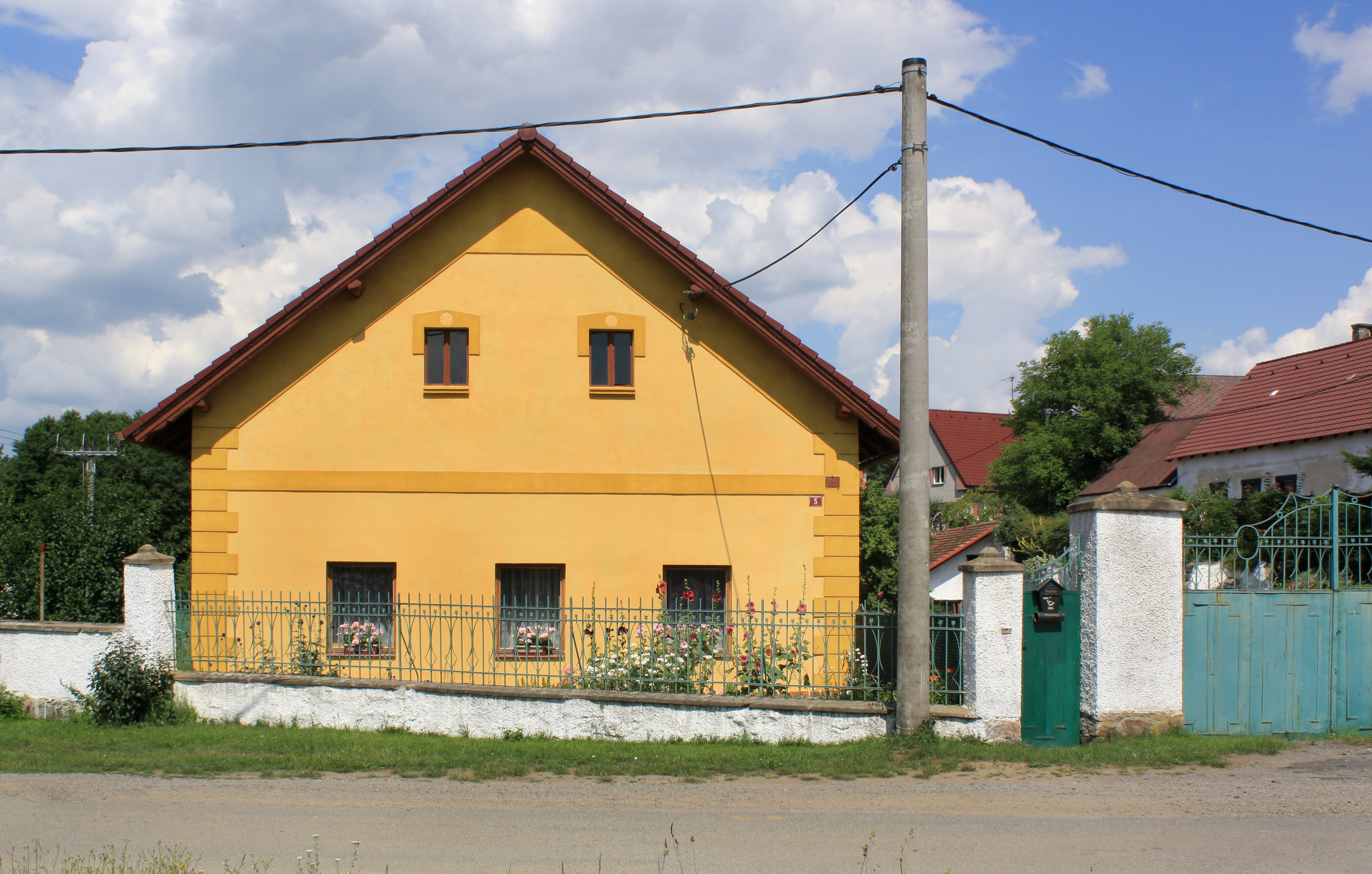
Statek

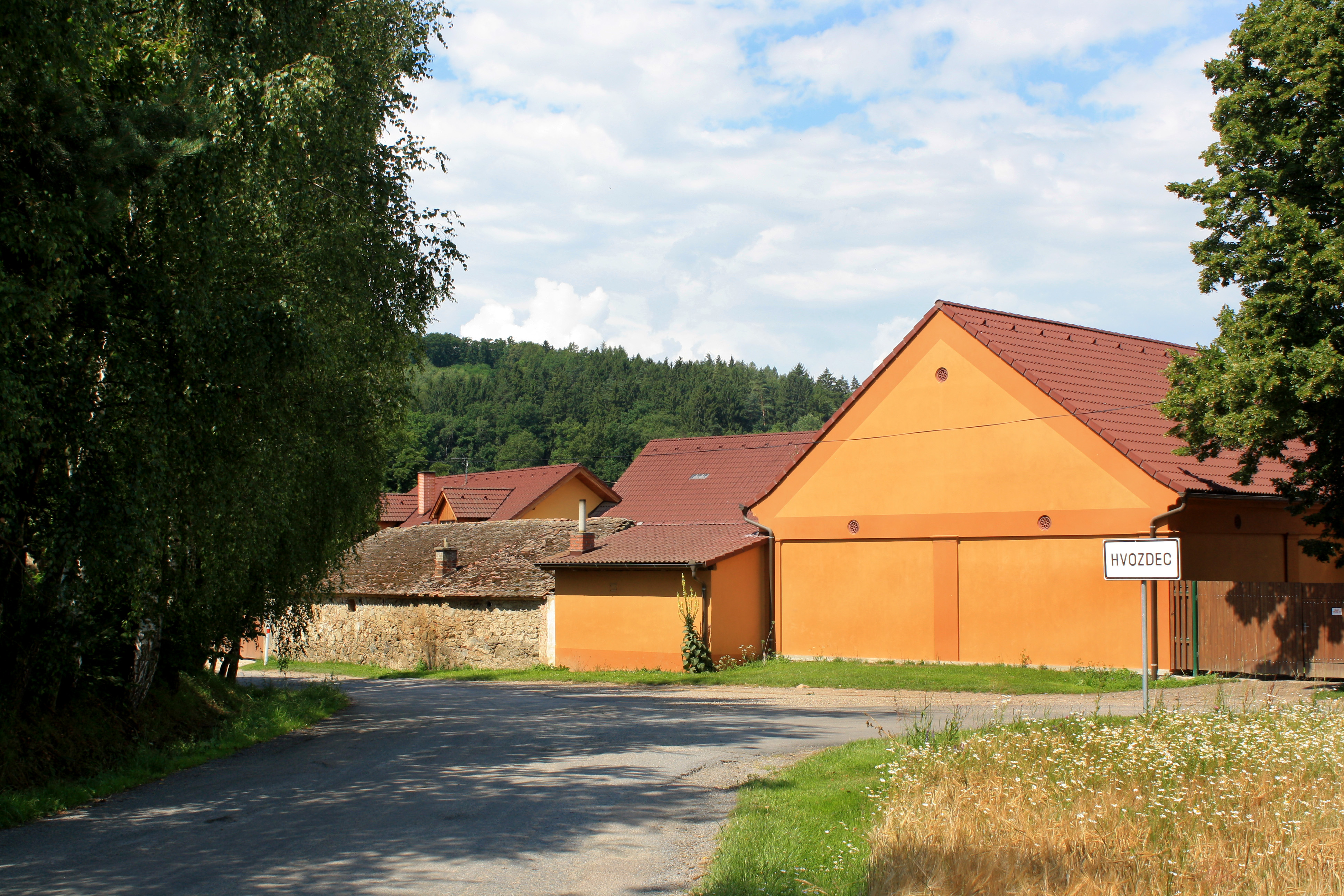
Příjezd do vsi od Poříčí
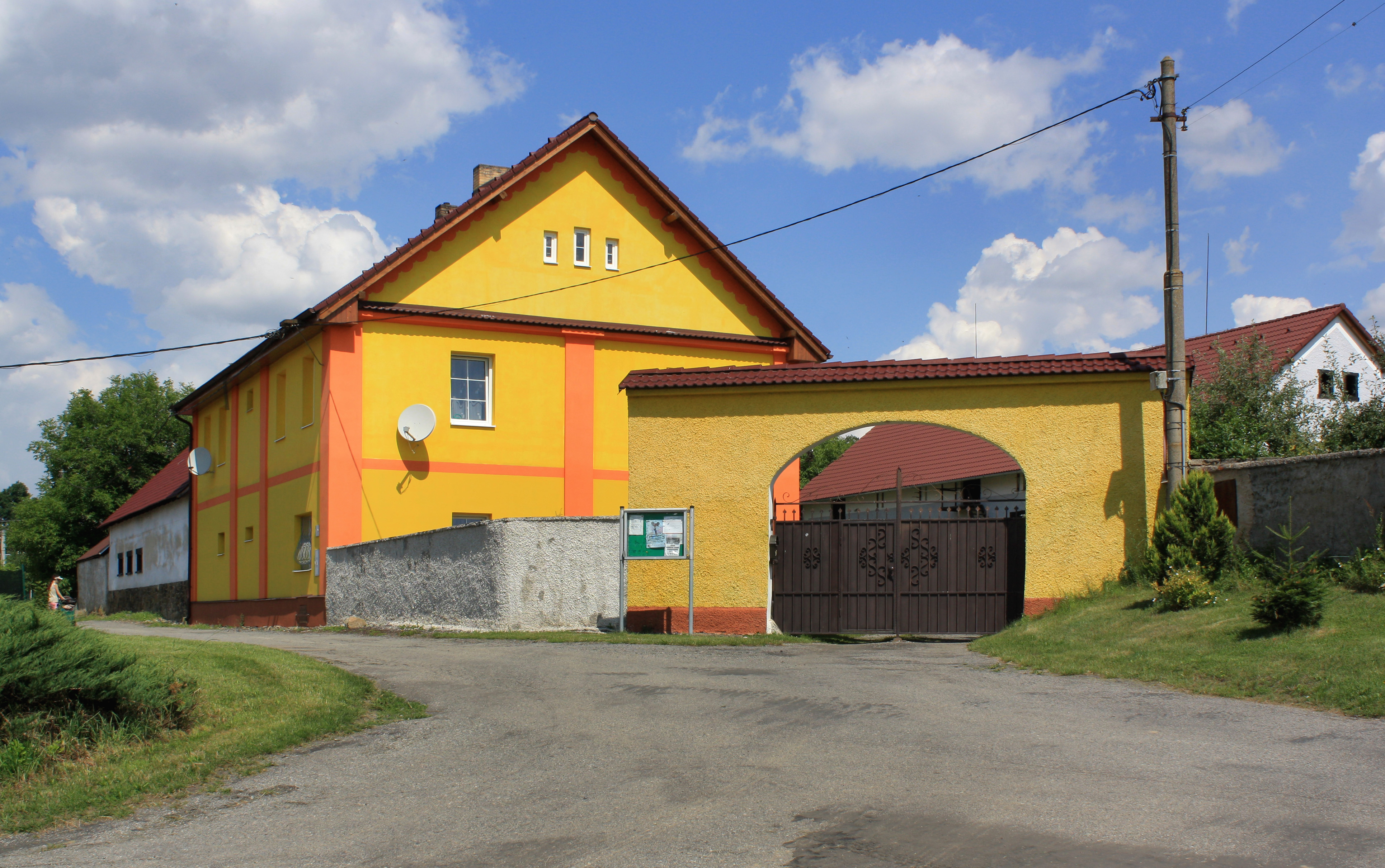
Bývalý statek
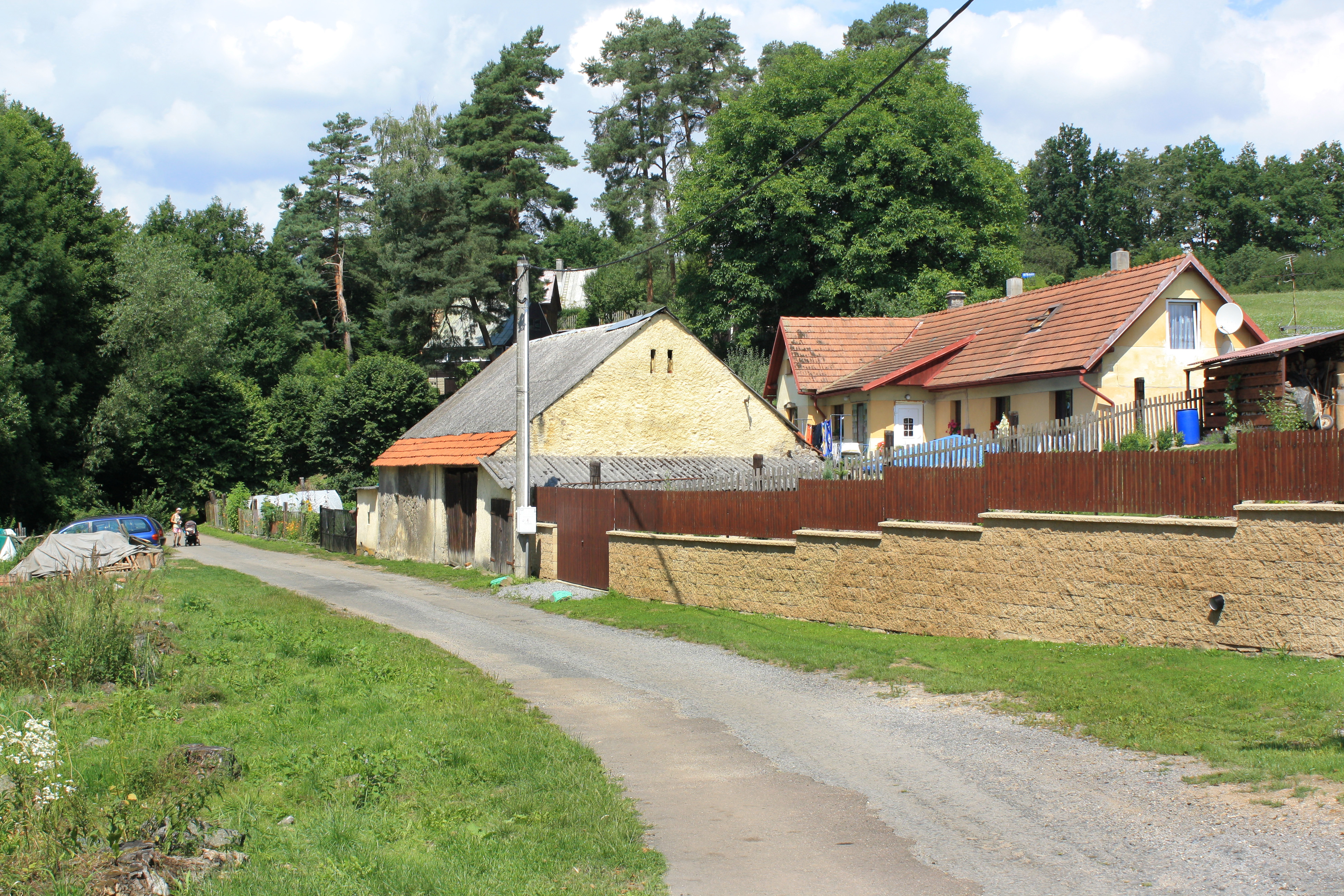
Domky u silnice k Sázavě